# کورنینگ، میزوری
کورنینگ (به انگلیسی: Corning) یک روستا در ایالات متحده آمریکا است که در شهرستان هالت، میزوری واقع شده‌است. کورنینگ ۰٫۲۸ کیلومتر مربع مساحت و ۱۵ نفر جمعیت دارد و ۲۶۷ متر بالاتر از سطح دریا واقع شده‌است.